# Illies
 Illies  es una población y comuna francesa, en la región de Norte-Paso de Calais, departamento de Norte, en el distrito de Lille y cantón de La Bassée. Cerca de Alexis

## Demografía
| 1198 | 1236 | 1156 | 1083 | 1194 | 1258 |
| Para los censos de 1962 a 1999 la población legal corresponde a la población sin duplicidades (Fuente: INSEE [Consultar]) |      |      |      |      |      |